# ラ・フェルテ修道院

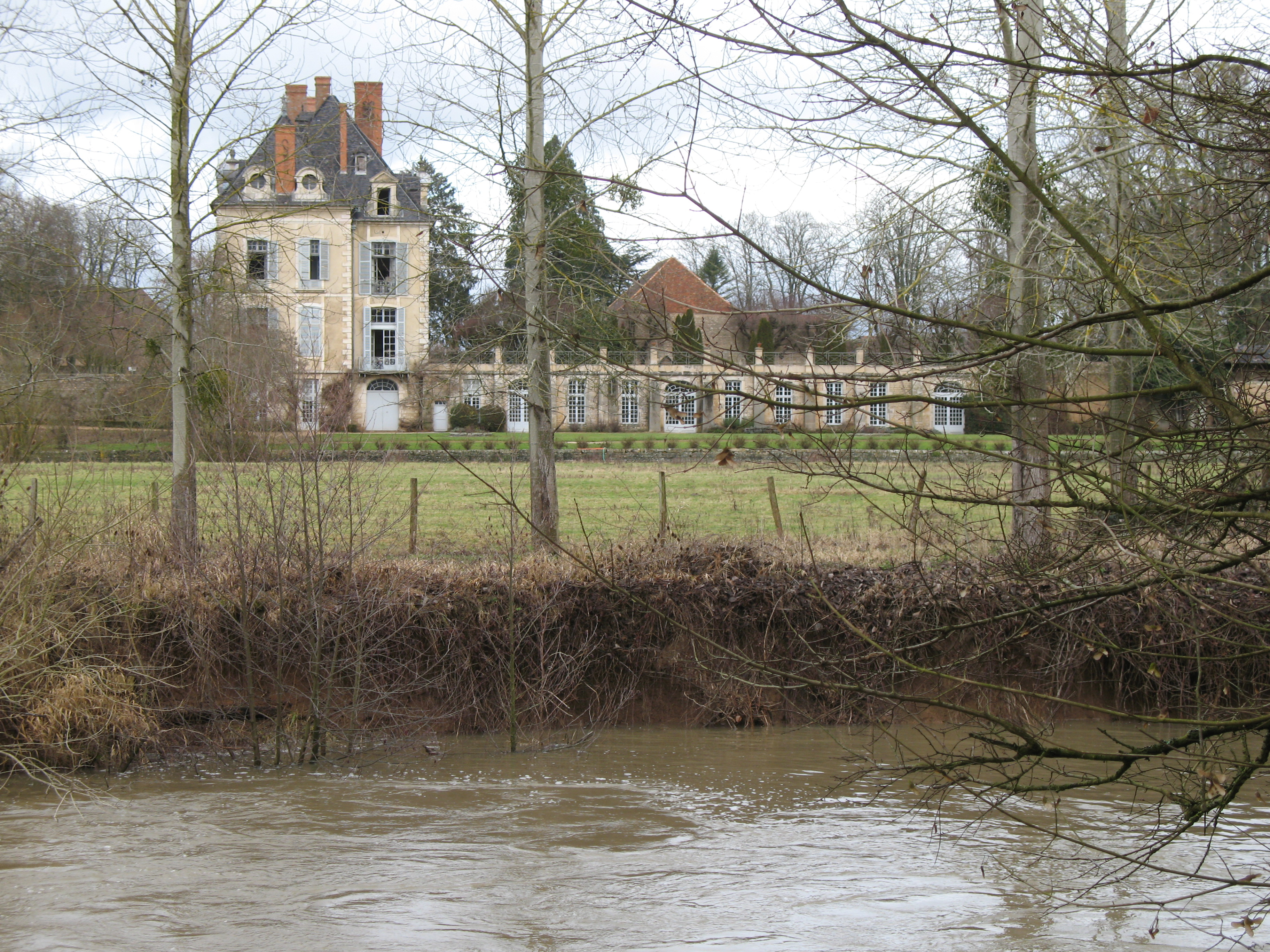
唯一現存する修道院長の旧邸宅（シャトー・ド・ラ・フェルテ）

ラ・フェルテ修道院 (フランス語: Abbaye de la Ferté; ラテン語: Firmitas) はフランスのブルゴーニュ、ソーヌ＝エ＝ロワール県にかつてあったシトー会の修道院。1113年にシトー修道院初の子院として創設され、1791年に廃止された。廃止までに17の子院を設立した。

## 歴史
ラ・フェルテ修道院はシトー修道院の3代院長ステファン・ハーディングの時代、1113年に、シトー修道院最初の子院として創設された。すなわち特別な位置づけがなされるシトー会の最初の4子院のひとつであった。
設立するとすぐにブルゴーニュ公をはじめとした地元の有力者の寄進を受け発展した。
1165-66年には近隣の抗争に巻き込まれ、その後13世紀に改築された。14世紀の山賊の襲撃を端として、1415年までには要塞化が進められた。しかしながら1562年と1567年には略奪にあい、1570年にはガスパール・ド・コリニーのプロテスタント勢力により一部を残して焼失した。当時の院長は再建の資金を得るために修道院領の一部を売却し、17世紀初頭までに大寝室をはじめとした施設と、教会堂の手入れを完了した。1682年には防壁と堀を撤去して修道院の回廊と院長の邸宅を建設し、この工事は1760年頃まで継続された。
最後の院長の時代にも改装は計画されていたが、1791年のフランス革命により修道院は解散させられた。その時には14人の修道士と数人の労働者、そして修道院の管轄下で別の場所にあった木綿の紡織工場で働く女性たちが所属していた。修道院は国有化の後に売却され、大部分が破壊された。

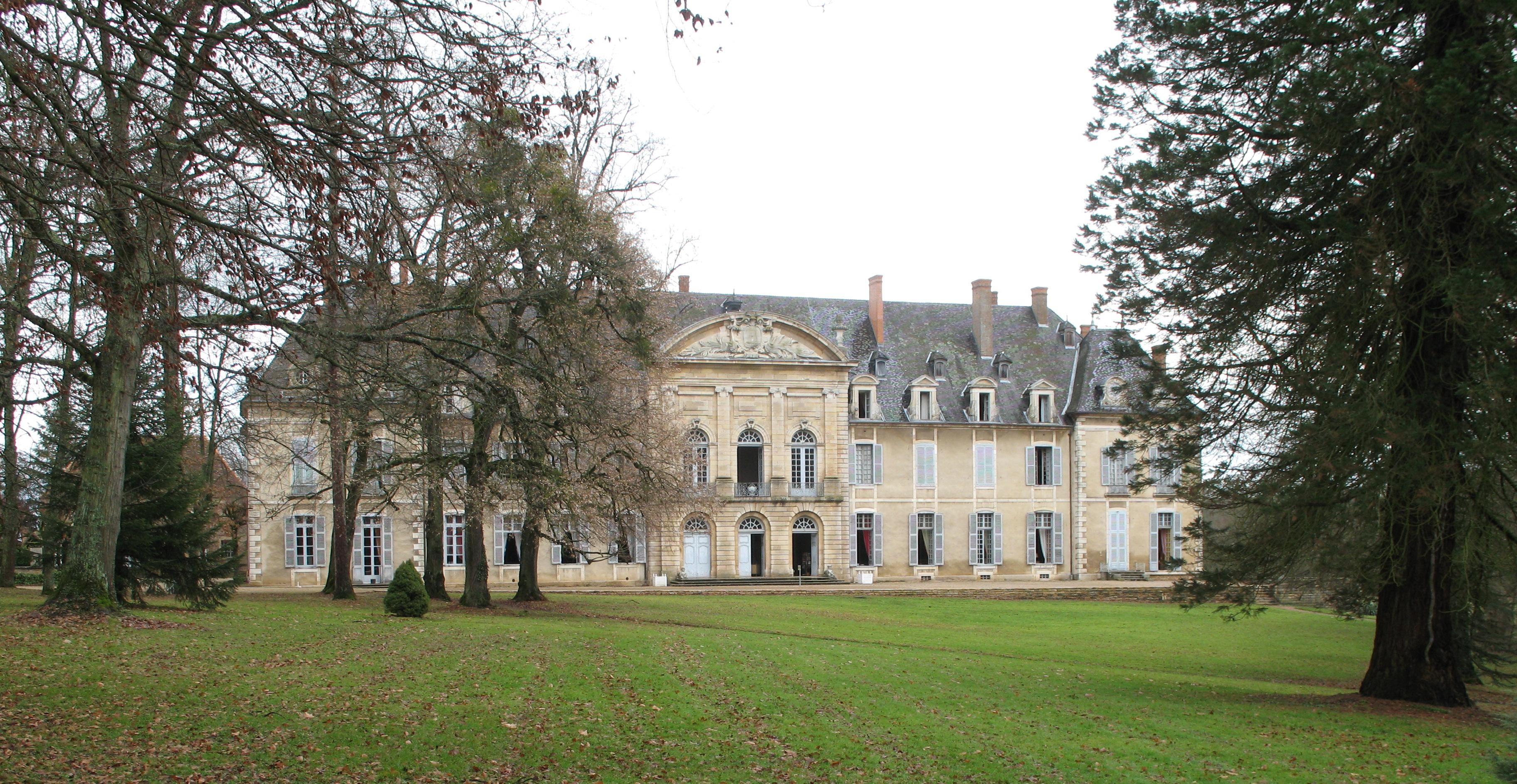
シャトー・ド・ラ・フェルテ正面

現存している建築物は「シャトー・ド・ラ・フェルテ （:fr:Château de la Ferté） 」の名で知られる18世紀の修道院長の邸宅で、これは2階建てでマンサード屋根を戴き、往時の大食堂も今に残す。1993年には「歴史的記念建造物」に指定された。

## 翻訳元出典・外部リンク
- Abbaye de la Ferté （フランス語）
- Certosa di Firenze: La Ferté
- Cistercium: La Ferté （ドイツ語）

- Auberger, Jean-Baptiste, 2000: La Ferté, in: André Vauchez (ed.), Encyclopedia of the Middle Ages. James Clarke & Co: Cambridge
- Peugniez, Bernard, nd: Routier cistercien (2nd edn), pp. 61-62. Editions Gaud: Moisenay ISBN 2-84080-044-6

座標: 北緯46度41分29秒 東経4度51分33秒 / 北緯46.69139度 東経4.85917度